# Satoko Miyahara
Pour les articles homonymes, voir Miyahara.
Satoko Miyahara (宮原 知子, Miyahara Satoko), née le 26 mars 1998 à Kyoto, est une patineuse artistique japonaise à la retraite.
Elle est médaillée d'argent des Championnats du Monde de 2015 et médaillée de bronze des Championnats du Monde de 2018. Elle est la championne de la compétition Quatre Continents 2016, médaillée d’argent en 2014 et 2015, et médaillé de bronze en 2018 lors du même événement. Elle est deux fois médaillée d’argent de la Finale du Grand Prix en 2015 et 2016, et quatre fois championne nationale de 2014 à 2017. Elle est aussi neuf fois médaillée du circuit du Grand Prix entre 2014 et 2018.

## Biographie

### Jeunesse
Satoko Miyahara naît le 26 mars 1998 dans l'arrondissement de Nakagyō-ku à Kyoto, de deux parents médecins.

### Carrière sportive

#### Niveau novice et junior
Satoko Miyahara commence à patiner en 2002 au Kansai University Skating Club.

##### Saison 2011/2012
Durant la saison 2011/2012 , Miyahara est devenu admissible aux compétitions internationales junior de l'ISU. Elle a remporté une médaille d'argent lors de son premier Grand Prix à Gdansk, en Pologne, et a terminé 5e à sa deuxième compétition à Milan, en Italie. Miyahara a ensuite remporté le titre national junior et s'est classée 6e aux Championnats nationaux niveau senior. Elle a terminé 4e à ses premiers Championnats du monde junior à 10,67 points derrière la médaillée de bronze Adelina Sotnikova.

##### Saison 2012/2013
Miyahara a remporté l'or et le bronze à ses deux événements du Junior Grand Prix aux États-Unis et en Turquie. Miyahara a ensuite remporté les Championnats nationaux catégorie junior en 2012, avant de s'être classée 5e lors de la Finale du Junior Grand Prix à Sotchi, en Russie. Miyahara a remporté sa première médaille nationale au niveau senior, la médaille de bronze, aux Championnats du Japon également en 2012, devançant Akiko Suzuki. Elle a terminé sa saison avec les Championnats du monde junior en 2013 à la 7e place.

#### Niveau senior
(3 mai 2019).

##### Saison 2013/2014
Miyahara a fait ses débuts sur le circuit senior. Elle a commencé sa saison en remportant le Trophée d'Asie, devançant Zhang Kexin.
Miyahara s'est ensuite classée 5e au Trophée NHK avec un score total de 170,21 points, après avoir été 6e dans le programme court avec un score de 58.39 points et 5e dans le programme libre avec un score de 111,82 points. Elle a également été en 5e position lors de la Coupe de Russie avec un score total de 165,76 points, après avoir été 6e dans le programme court avec un score de 56,57 points et 6e dans le programme libre avec un score de 109,19 points.
Aux Championnats du Japon en 2013, Miyahara a terminé 4e, avec un score total de 191,58 points, derrière Akiko Suzuki (or), Kanako Murakami (argent) et Mao Asada (bronze). Elle a été 4e dans le programme court avec un score de 66,52 points et 5e dans le programme libre avec un score de 125,06 points.
Miyahara a été sélectionné pour participer aux Championnats des quatre continents en 2014 où elle a remporté la médaille d'argent, derrière sa coéquipière, Kanako Murakami, avec un score total de 186,53 points. Elle s'est classée 4e dans le programme court avec un score de 60,27 points et 2e dans le programme libre avec un score de 126,26 points.
Miyahara a ensuite participé aux Championnats du monde junior 2014 où elle a terminé 4e avec un score total de 177,69 points, à moins d'un point derrière la médaillée de bronze, Ievguenia Medvedeva.

##### Saison 2014/2015
Miyahara est allé à un camp d'entraînement pendant l'été pour travailler sur ses sauts avec le champion olympique 1998, Ilia Kulik.
Miyahara a commencé sa saison en remportant le trophée Lombardia.
Elle a ensuite remporté le bronze au Skate Canada avec un total de 181,75 points, après avoir été 4e dans le programme court et 3e dans le programme libre. Miyahara a remporté une autre médaille de bronze au Trophée NHK avec un score total de 179,02 points, après avoir été 4e dans le programme court et 2e dans le programme libre. Avec ces résultats, Miyahara était la 2e suppléante pour la Finale du Grand Prix avec Rika Hongo (finalement appelée à remplacer Gracie Gold).
Aux Championnats du Japon, Miyahara s'est placé 2e dans le programme court avec un score de 64,48 points, mais a remporté le programme libre avec un score de 131,12 points, ce qui était suffisant pour gagner son premier titre national avec un score total de 195,60 points.
Miyahara a ensuite participé aux Championnats des quatre continents 2015 où elle a remporté l'argent pour la deuxième année consécutive après avoir remporté le programme court avec un score de 64,84 points et en se plaçant en 2e position dans le programme libre avec un score de 116,75 points. Elle a obtenu à l'issue de ces championnats un score total de 181,59 points.
Lors des Championnats du monde 2015, Miyahara a obtenu des records personnels dans les deux programmes, après avoir été 3e dans le programme court avec un score de 67,02 points, 4e dans le programme libre avec un score de 126,58 points. Elle a gagné la médaille d'argent avec un score total de 193,60 points.

##### Saison 2015/2016
Elle a remporté un deuxième titre consécutif aux Championnats du Japon.

##### Saison 2016/2017
En janvier 2017, elle souffre d'une fracture à l'os coxal.

##### Saison 2018/2019
Elle remporte, la médaille d'argent aux championnats du monde de 2018.

#### Saison 2019/2020
En novembre 2019, elle finit deuxième à la Coupe de Chine.

## Programmes
| Saison    | Programme court                                                         | Programme libre                                                           | Programme d'exhibition                                                        |
| --------- | ----------------------------------------------------------------------- | ------------------------------------------------------------------------- | ----------------------------------------------------------------------------- |
| 2014–2015 | La Flûte enchantée par Wolfgang Amadeus Mozart                          | Miss Saigon par Claude-Michel Schönberg                                   | The Man I Love par Ella Fitzgerald Let Her Go interprété par Jasmine Thompson |
| 2013–2014 | Merry Christmas, Mr. Lawrence par Ryuichi Sakamoto                      | Poeta par Vicente Amigo                                                   | Solace par Vanessa-Mae                                                        |
| 2012–2013 | Le Cygne par Camille Saint-Saëns Frühlingsstimmen par Johann Strauss II | - Roméo et Juliette par Nino Rota - Adagio en sol mineur by Remo Giazotto | Papa Loves Mambo par Perry Como Frühlingsstimmen par Johann Strauss II        |
| 2011–2012 | Por una Cabeza (du film Le Temps d'un week-end) par Thomas Newman       | Ma mère l'Oye par Maurice Ravel                                           | Sympathique par Pink Martini                                                  |

## Palmarès
| Compétition                                                                           | 2012    | 2013    | 2014    | 2015    | 2016    | 2017    | 2018    | 2019    | 2020    | 2021    | 2022    |
| Jeux olympiques d'hiver                                                               |         |         |         |         |         |         | 4e      |         |         |         |         |
| Championnats du monde                                                                 |         |         |         | 2e      | 5e      | F       | 3e      | 6e      | CA      | 19e     |         |
| Quatre continents                                                                     |         |         | 2e      | 2e      | 1re     | F       | 3e      |         |         | CA      | F       |
| Championnats du Japon                                                                 | 6e      | 3e      | 4e      | 1re     | 1re     | 1re     | 1re     | 3e      | 4e      | 3e      | 5e      |
| Championnats du monde juniors                                                         | 4e      | 7e      | 4e      |         |         |         |         |         |         | CA      |         |
|                                                                                       |         |         |         |         |         |         |         |         |         |         |         |
| Grand Prix ISU                                                                        | 2011/12 | 2012/13 | 2013/14 | 2014/15 | 2015/16 | 2016/17 | 2017/18 | 2018/19 | 2019/20 | 2020/21 | 2021/22 |
| Finale du Grand Prix                                                                  |         |         |         |         | 2e      | 2e      | 5e      | 6e      |         | CA      | CA      |
| Skate America                                                                         |         |         |         |         | 3e      |         | 1re     | 1re     |         |         | 7e      |
| Skate Canada                                                                          |         |         |         | 3e      |         | 3e      |         |         |         | CA      |         |
| Coupe de Chine                                                                        |         |         |         |         |         |         |         |         | 2e      |         | 5e      |
| Coupe de Russie                                                                       |         |         | 5e      |         |         |         |         |         | 4e      |         |         |
| Trophée NHK                                                                           |         |         | 5e      | 3e      | 1re     | 2e      | 5e      | 2e      |         |         |         |
| Légende : F = Forfait ; CA = Compétitions annulées à cause de la pandémie de Covid-19 |         |         |         |         |         |         |         |         |         |         |         |